# باهنرشویی
باهنرشویی (به انگلیسی: artwashing) شستن کثافات سیاسی و اقتصادی با سوء استفاده از لطافت و زیبایی هنر است.
مثلاً به عنوان جزوی از فرایند اعیان‌سازی محله‌های قدیمی، گالری‌های هنری و مراکز فرهنگی را در محله‌های قدیمی استقرار می‌دهند تا با بالا بردن هزینه‌ها مغازه‌های زهواردررفته را به خروج از محله وا دارند و قیمت املاک را افزایش دهند. این سیاست از سوی شرکت‌های طماع در زمینهٔ املاک و مستغلات دنبال می‌شود تا با سوء استفاده از هنر، آن محله را بشویند و برای جماعتی باکلاس‌تر آماده کنند.